# Уя (Бурятия)
Уя — упразднённый посёлок в Баунтовском эвенкийском районе Бурятии. Входил в сельское поселение «Уакитское». Упразднён в 2025 году.

## География
Расположен в 56 км по прямой (около 70 км по зимнику) к востоку от центра сельского поселения, посёлка Уакит, на левом берегу реки Ципы, в 6 км западнее границы с Муйским районом. К югу от посёлка, на противоположном берегу Ципы, в излучине реки, лежат озёра Ую.

## Население
| 2002 | 2010 |
| ---- | ---- |
| 0    | ↗3   |